# Colostygia ustipennis
Colostygia ustipennis är en fjärilsart som beskrevs av George Francis Hampson 1895. Colostygia ustipennis ingår i släktet Colostygia och familjen mätare. Inga underarter finns listade i Catalogue of Life.